# Estació de trens de Tétange
L'Estació de trens de Tétange (en luxemburguès:  Gare Téiteng; en francès: Gare de Tétange, en alemany: Bahnhof Tetingen) és l'estació de trens de la ciutat de Tétange al sud-oest de Luxemburg. La companyia estatal propietària és Chemins de Fer Luxembourgeois. L'estació està situada en el ramal ferroviari de la línia 60 CFL, que connecta la ciutat de Luxemburg amb les Terres Roges al sud del país. Tétange és la segona parada del ramal de la línia principal a Noertzange que condueix cap a Rumelange.

## Servei
Tétange rep els serveis ferroviaris pels trens de Regionalbahn (RB) i Regional Express (RE) amb relació entre la Ciutat de Luxemburg - Noertzange - Rumelange (línea 60b).